# Playa de El Palo
La playa de El Palo es una playa del distrito Este de la ciudad de Málaga, en Andalucía, España. Se trata de una playa urbana de arena oscura situada en el litoral oriental de la ciudad, entre la playa de Pedregalejo y la playa del Chanquete, en el antiguo barrio de pescadores de El Palo. Tiene unos 1200 metros de longitud y unos 25 metros de anchura media.

## Historia
Durante el siglo XIX fue una playa de pescadores, donde aparece la figura del cenachero. Un hombre que colgaba de sus hombros dos capachos donde exponía el pescado para su venta y se trasladaba hasta la ciudad.
También conocida por "La Playa de los Espetos", fue en una bar llamado "La Gran Parada" dónde se originó el espeto. Consistía en varias sardinas atravesadas por una caña y asadas al carbón. Tal fue la fama que ganó el restaurante, que el Rey Alfonso XII en una visita a la ciudad de Málaga, quiso acercarse a la barriada para probar los espetos. Aquel descubrimiento supuso la aparición de nuevos bares y restaurantes que siguieron utilizando la técnica del espetado para cocinar la sardina. 
Actualmente se sigue utilizando la misma técnica aunque los espetos pueden se de acero inoxidable o metal. La misma técnica se puede utilizar para cocinar pescado de mayor tamaño.

## Instalaciones
Es una playa muy frecuentada y de ambiente familiar. Cuenta con toda clase de servicios. Entre ellos, se puede destacar el conocido restaurante «El Tintero», un restaurante sin carta que ofrece a modo de subasta el pescado y otros productos del mar; «la Peña Barcelonista», situado en la calle Quitapenas a mediación de la Playa del Palo, en un lugar ideal frente al mar; y el merendero «Gabi», muy conocido dentro del barrio marinero.

## Deporte
En esta playa tiene su base el Club Deportivo la Espaílla, equipo participante en la liga de jábegas.